# Marcel Ratnik
Marcel Ratnik (23 dicembre 2003) è un calciatore sloveno, difensore dell'Al-Ain e della nazionale slovena.

## Caratteristiche tecniche
Di ruolo difensore centrale, risulta molto abile anche in fase realizzativa.

## Carriera

### Club
Ratnik ha iniziato la sua carriera calcistica con l'Olimpia Lubiana, dove ha firmato il suo primo contratto professionistico nel marzo del 2021. Ha debuttato in prima squadra il 25 luglio seguente nell'incontro di Prva slovenska nogometna liga pareggiato 1-1 contro il Radomlje.
La stagione seguente si è guadagnato un ruolo da titolare nel club sloveno, ed il 31 luglio ha segnato il suo primo gol in carriera nel successo per 1-0 contro il Bravo.

### Nazionale
Ha giocato nelle nazionali giovanili slovene Under-15, Under-16, Under-17, Under-18, Under-19 ed Under-21.
Ha debuttato con la nazionale maggiore il 20 gennaio 2024 nell'incontro amichevole vinto 1-0 contro gli Stati Uniti.

## Statistiche

### Presenze e reti nei club
Statistiche aggiornate al 17 aprile 2024.
| Stagione        | Squadra         | Campionato      | Campionato | Campionato | Coppe nazionali | Coppe nazionali | Coppe nazionali | Coppe continentali | Coppe continentali | Coppe continentali | Altre coppe | Altre coppe | Altre coppe | Totale | Totale | Totale |
| Stagione        | Squadra         | Comp            | Pres       | Reti       | Comp            | Pres            | Reti            | Comp               | Pres               | Reti               | Comp        | Pres        | Reti        | Pres   | Reti   |        |
| --------------- | --------------- | --------------- | ---------- | ---------- | --------------- | --------------- | --------------- | ------------------ | ------------------ | ------------------ | ----------- | ----------- | ----------- | ------ | ------ | ------ |
| 2021-2022       | Olimpia Lubiana | 1.SNL           | 17         | 0          | CS              | 0               | 0               | UECL               | 1                  | 0                  |             | -           | -           | 17     | 0      |        |
| 2022-2023       | Olimpia Lubiana | 1.SNL           | 31         | 1          | CS              | 5               | 0               | UECL               | 2                  | 0                  |             | -           | -           | 36     | 1      |        |
| 2023-2024       | Olimpia Lubiana | 1.SNL           | 28         | 5          | CS              | 1               | 0               | UCL+UEL+UECL       | 6+2+6              | 0                  |             | -           | -           | 29     | 5      |        |
| Totale carriera | Totale carriera | Totale carriera | 76         | 6          |                 | 6               | 0               |                    | 17                 | 0                  |             | -           | -           | 99     | 6      |        |

### Cronologia presenze e reti in nazionale
| Cronologia completa delle presenze e delle reti in nazionale ― Slovenia | Cronologia completa delle presenze e delle reti in nazionale ― Slovenia | Cronologia completa delle presenze e delle reti in nazionale ― Slovenia | Cronologia completa delle presenze e delle reti in nazionale ― Slovenia | Cronologia completa delle presenze e delle reti in nazionale ― Slovenia | Cronologia completa delle presenze e delle reti in nazionale ― Slovenia | Cronologia completa delle presenze e delle reti in nazionale ― Slovenia | Cronologia completa delle presenze e delle reti in nazionale ― Slovenia |
| Data                                                                    | Città                                                                   | In casa                                                                 | Risultato                                                               | Ospiti                                                                  | Competizione                                                            | Reti                                                                    | Note                                                                    |
| ----------------------------------------------------------------------- | ----------------------------------------------------------------------- | ----------------------------------------------------------------------- | ----------------------------------------------------------------------- | ----------------------------------------------------------------------- | ----------------------------------------------------------------------- | ----------------------------------------------------------------------- | ----------------------------------------------------------------------- |
| 20-1-2024                                                               | San Antonio                                                             | Stati Uniti                                                             | 0 – 1                                                                   | Slovenia                                                                | Amichevole                                                              | -                                                                       | 88’                                                                     |
| Totale                                                                  |                                                                         | Presenze                                                                | 1                                                                       |                                                                         | Reti                                                                    | 0                                                                       |                                                                         |

## Palmarès

### Club

#### Competizioni nazionali
- Coppa di Slovenia: 1

Olimpia Lubiana: 2022-2023
- Campionato sloveno: 2

Olimpia Lubiana: 2022-2023, 2024-2025